# 驚聲尖笑5
《驚聲尖笑5》（英語：Scary Movie 5）2013年4月12日已於美國上映的一部恐怖喜劇、戲仿題材的電影。也是《驚聲尖笑》系列的第五部電影，而台灣未上映。
這次的劇情包含了"鬼入鏡"、"黑天鵝"、"全面啟動"、"詭屋"、"猩球崛起""、"母侵"、"陰兒房"、"姊妹"與"格雷的五十道陰影"..等等作品。
演員：Ashley Tisdale (歌舞青春)、琳賽·蘿涵 (辣妹過招)、查理·辛(驚聲尖笑4)

## 劇情簡介
查理在與琳賽一夜情後意外身故，三名子女失踪…在高價懸賞數月後被尋獲，由叔叔丹及喬迪夫婦收養，丹為生計加入智力劑注射猩猩實驗，喬迪則回到芭蕾，成為舞團新秀，其中一個老鳥、兩名新秀為爭取新劇女主角演出機會不擇手段，但決定權在一名傲慢、孤傲、專橫、性愛成癮的導演手中。孩子失蹤後聲稱由一自稱「媽媽」的女人照顧，但似乎…

## 評價
本片上映後獲得壓倒性的負評，爛蕃茄根據52條專業評論（50篇好評，2篇差評），獲得4%的腐爛度。Metacritic則根據16條評論，獲得11分（滿分100分）的平均加權分數，代表「壓倒式差評」。

## 外部連結
- 互联网电影数据库（IMDb）上《Scary Movie 5》的资料（英文）
- AllMovie上《Scary Movie 5》的资料（英文）
- Box Office Mojo上《Scary Movie 5》的資料（英文）
- Metacritic上《Scary Movie 5》的資料（英文）
- 爛番茄上《Scary Movie 5》的資料（英文）